# Manuel Romero (calciatore)
Juan Manuel Romero Báez (5 maggio 2001) è un calciatore paraguaiano, attaccante dell'Instituto (C) in prestito dall'Olimpia.

## Carriera
Cresciuto nel settore giovanile dell'Olimpia, ha debuttato in prima squadra con il club bianconero il 27 ottobre 2022 nell'incontro di prima divisione paraguaiana vinto 6-1 contro il Resistencia; ha segnato il suo primo gol il 27 agosto dell'anno successivo, nella partita vinta 1-0 contro lo Sp. Luqueño.
A metà 2024 è stato ceduto in prestito allo Sportivo Trinidense dove ha iniziato a segnare con regolarità soprattutto nei primi mesi del 2025; l'11 luglio 2025 è passato con la stessa formula all'Instituto (C), club della prima divisione argentina.

## Statistiche

### Presenze e reti nei club
Statistiche aggiornate al 6 agosto 2025.
| Stagione                   | Squadra                    | Campionato                 | Campionato | Campionato | Coppe nazionali | Coppe nazionali | Coppe nazionali | Coppe continentali | Coppe continentali | Coppe continentali | Altre coppe | Altre coppe | Altre coppe | Totale | Totale | Totale |
| Stagione                   | Squadra                    | Comp                       | Pres       | Reti       | Comp            | Pres            | Reti            | Comp               | Pres               | Reti               | Comp        | Pres        | Reti        | Pres   | Reti   |        |
| -------------------------- | -------------------------- | -------------------------- | ---------- | ---------- | --------------- | --------------- | --------------- | ------------------ | ------------------ | ------------------ | ----------- | ----------- | ----------- | ------ | ------ | ------ |
| 2022                       | Olimpia                    | PD                         | 2          | 0          | CP              | 0               | 0               | -                  | -                  | -                  | -           | -           | -           | 2      | 0      |        |
| 2023                       | Olimpia                    | PD                         | 27         | 2          | CP              | 0               | 0               | CL                 | 2                  | 0                  | -           | -           | -           | 29     | 2      |        |
| 2024                       | Olimpia                    | PD                         | 5          | 0          | CP              | 0               | 0               | -                  | -                  | -                  | -           | -           | -           | 5      | 0      |        |
| Totale Olimpia             | Totale Olimpia             | Totale Olimpia             | 34         | 2          |                 | 2               | 0               |                    | 2                  | 0                  |             | -           | -           | 36     | 2      |        |
| 2024                       | Sportivo Trinidense        | PD                         | 17         | 4          | CP              | 0               | 0               | -                  | -                  | -                  | -           | -           | -           | 17     | 4      |        |
| 2025                       | Sportivo Trinidense        | PD                         | 17         | 6          | CP              | 0               | 0               | -                  | -                  | -                  | -           | -           | -           | 17     | 6      |        |
| Totale Sportivo Trinidense | Totale Sportivo Trinidense | Totale Sportivo Trinidense | 34         | 10         |                 | 0               | 0               |                    | -                  | -                  |             | -           | -           | 34     | 10     |        |
| 2025                       | Instituto (C)              | PD                         | 2          | 0          | CA              | 0               | 0               | -                  | -                  | -                  | -           | -           | -           | 2      | 0      |        |
| Totale carriera            | Totale carriera            | Totale carriera            | 70         | 12         |                 | 2               | 0               |                    | -                  | -                  |             | -           | -           | 72     | 12     |        |